# Eduard Hering
Eduard Hering (Stepenitz, 16 februari 1842 - Szczecin, 26 januari 1911) was een Duitse entomoloog die was gespecialiseerd in microvlinders.

## Levensloop
Hering was van jongs af aan geïnteresseerd in insecten, voornamelijk in microvlinders. Na zijn opleiding aan het Marienstiftsgymnasium in Szczecin ging hij in militaire dienst. Tijdens zijn militaire dienst bleef hij zijn hobby uitoefenen. Hij nam als officier deel aan militaire operaties in 1866 en 1870-1871. Bij die laatste operatie liep zijn gezondheid blijvende schade op, waardoor hij herhaaldelijk longontsteking had. Het dwong hem in 1878 ontslag te nemen als majoor. Al snel vond hij een baan als wetenschappelijk assistent in het Museum für Naturkunde in Berlijn. In 1890 verhuisde hij naar Szczecin, waar hij een baan vond als secretaris van de Entomologische Vereniging en als assistent in het museum. Het museum kreeg daarmee de beschikking over zijn privécollectie met exotische microvlinders. In 1901 en 1903 publiceerde hij in de Entomologische Zeitung van Stettin over de Pyraliden uit Sumatra. Andere publicaties over tropische nachtvlinders volgden in 1903 en in 1906. Zijn gezondheid ging daarna snel achteruit. Hij overleed in 1911 aan een chronisch gebrek aan energie.

## Enkele publicaties
- (de) Hering, Eduard (1893). Zuträge und Bemerkungen zur Pommerschen Microlpidopteren-Fauna Entomologische Zeitung Stettin – 54: 80-120.
- (de) Hering, Eduard (1894). Microlepidopterologisches aus West-Indien Entomologische Zeitung Stettin – 55: 65-71.
- (de) Hering, Eduard (1901). Übersicht der Sumatra-Pyralidae Entomologische Zeitung Stettin – 62: 219-348.
- (de) Hering, Eduard (1903). Neue Pyraliden aus dem tropischen Faunengebiet Entomologische Zeitung Stettin – 64: 97-112.
- (de) Hering, Eduard (1906). Neue exotische Kleinfalter des Stettiner Museums und Bemerkungen zu älteren Arten Entomologische Zeitung Stettin – 67: 51-265.